# روتوند (مقاطعة إسلام آباد غرب)
روتوند (بالفارسية: روتوند) هي قرية تقع في كرمانشاه في إيران. يقدر عدد سكانها بـ 150 نسمة .